# Ackjeselet
Ackjeselet är en sjö i Piteå kommun i Norrbotten och ingår i Åbyälvens huvudavrinningsområde. Sjön har en area på 0,0925 kvadratkilometer och ligger 333,2 meter över havet. Ackjeselet ligger i Åbyälven Natura 2000-område. Sjön avvattnas av vattendraget Åbyälven.

## Delavrinningsområde
Ackjeselet ingår i det delavrinningsområde (727235-170413) som SMHI kallar för Ovan VDRID = Flakbäcken i Åbyälvens vattendragsyta. Medelhöjden är 339 meter över havet och ytan är 0,8 kvadratkilometer. Räknas de 43 avrinningsområdena uppströms in blir den ackumulerade arean 555,81 kvadratkilometer. Avrinningsområdets utflöde Åbyälven mynnar i havet. Avrinningsområdet består mestadels av skog (74 procent) och sankmarker (14 procent). Avrinningsområdet har 0,1 kvadratkilometer vattenytor vilket ger det en sjöprocent på 12,5 procent.